# رودريك ناش
رودريك نـاش (بالإنجليزية: Roderick Nash)‏ هو مؤرخ أمريكي، ولد في 7 يناير 1939.